# Eksperyment Sperlinga
Eksperyment Sperlinga – badania przeprowadzone przez George'a Sperlinga dotyczące funkcjonowania wzrokowej pamięci sensorycznej.
W trakcie eksperymentu Sperling prezentował badanym zestaw elementów wzrokowych przez krótki czas (ok. 50 ms), po czym prosił uczestników o odtworzenie jednego z rzędów pokazanego im zestawu liter, np. takiego:
| B K W Z |
| H D P L |
| M G R X |

Ponadto, jeśli po zniknięciu obrazu uczestnik eksperymentu słyszał ton wysoki, miał podać rząd górny, jeśli średni - środkowy, jeśli niski - dolny. Zastosowana przez Sperlinga procedura nosi miano procedury częściowego odtwarzania (w odróżnieniu od odtwarzania całościowego, gdzie badany ma za zadanie podać wszystkie zaprezentowane mu elementy).
Otrzymane wyniki pokazały, że uczestnicy eksperymentu byli w stanie odtworzyć średnio nieco ponad 3 z 4 elementów rzędu, przy czym im później prezentowany był dźwięk tym gorsze były uzyskiwane rezultaty. Dowodzi to, że chociaż informacja przechowywana jest w pamięci wzrokowej w całości, to jednak bardzo szybko ulega ona zanikowi.